# Statzendorf
Statzendorf es una localidad del distrito de Sankt Pölten, en el estado de Baja Austria, Austria, con una población estimada a principio del año 2018 de 1362 habitantes. 
Se encuentra ubicada en el centro del estado, al sur del río Danubio y al oeste de Viena.